# Éthanol deutéré
L'éthanol deutéré est un composé chimique de formule CD3CD2OD. Il s'agit de l'isotopologue de l'éthanol CH3CH2OH dont tous les atomes d'hydrogène H sont remplacés par du deutérium D, un isotope stable de l'hydrogène.
L'éthanol deutéré est un solvant utilisé parfois en spectroscopie RMN des molécules organiques.